# William George Aston
Pour les articles homonymes, voir Aston.
William George Aston, né le 9 avril 1841 à Derry en Irlande et décédé à l'âge de 70 ans le 20 novembre 1911 à Beer en Angleterre, est un japonologue, diplomate et philologue britannique, spécialiste de l'histoire et des langues du Japon et de Corée.

## Biographie

### Jeunesse et formation
Aston est né en 1841 à Derry en Irlande. Il étudie de 1859 à 1863 au Queen's College de Belfast (actuelle Université Queen's de Belfast) où il reçoit il y a reçu une formation philologique très approfondie en latin, grec, français, allemand et histoire moderne. L'un de ses professeurs est James McCosh (en), qui devint plus tard le onzième président de l'Université de Princeton,.

### Carrière
En 1864, Aston est nommé « interprète étudiant » en japonais à la légation britannique au Japon. Ces interprètes étudiants doivent devenir pour la diplomatie britannique un personnel qui maîtrise la langue du pays. 
Il étudie de façon approfondie la théorie du verbe japonais. Après quoi, il commence à Edo, avec Ernest Mason Satow, d'importantes recherches sur le japonais, dont les conclusions jetteront, pour les savants occidentaux, les bases de l'étude critique de cette langue. Aston réussi ensuite l'examen d'entrée au consulat en 1884 et sert aux consulats britanniques de Tokyo, Kobé et Nagasaki.
De 1884 à 1885, Aston travaille au consulat-général britannique de Corée. Il retourne au Japon en tant que secrétaire de la légation britannique en 1885. Il se retire ensuite du service étranger sur pension en 1889 à cause d'un problème cardiaque, et retourne en Angleterre.

#### Au Japon
Aston contribue grandement à l'étude naissante de la langue et de l'histoire du Japon au XIXe siècle. Avec Ernest Mason Satow et Basil Hall Chamberlain, il est l'un des trois grands japonologues britanniques expatriés au Japon durant le XIXe siècle.
En 1896, il est le premier à traduire en anglais le Nihon Shoki. Il publie deux ouvrages sur la grammaire japonaise en 1868 et 1872 et A History of Japanese Literature en 1899. Il donne plusieurs conférences à la Société asiatique du Japon et publie de nombreux articles dans leurs Transactions.

#### En Corée
En 1884, Aston est le premier représentant diplomatique européen à résider en Corée. L'instabilité politique du pays le force cependant à partir un an plus tard. De 1855 à 1887, il continue à étudier le coréen à Tokyo auprès de Kim Chae-guk (en). Ce dernier écrit de nombreuses d'histoires pour lui, afin qu'il puisse travailler à partir de matériaux authentiques. Aston fera don des versions manuscrites de ces contes folkloriques coréens au musée d'ethnographie et d'anthropologie de Saint-Pétersbourg, où ils seront publiés en 2004. Cette partie de la collection personnelle d'Aston est aujourd'hui conservée à l'académie des sciences de Russie. 

### Fin de vie
Après sa retraite du service consulaire, Aston publie des livres sur la littérature et la religion japonaises ainsi que plusieurs articles sur des sujets coréens. Il meurt le 20 novembre 1911 à Beer en Angleterre. 
En 1912, un an après sa mort, la bibliothèque de l'université de Cambridge acquiert l'importante collection de livres livres chinois et coréens d'Aston, ainsi que 10 000 volumes japonais rares provenant de la bibliothèque d'Aston (ainsi que de celle de Satow). Cees ouvrages formeront le point de départ de la collection japonaise de la bibliothèque.

### Note
Le seul portrait d'Aston est un crayonné réalisé en 1911, l'année de son décès, par Minnie Agnes Cohen. Il est conservé à la National Portrait Gallery de Londres. On sait très peu de choses sur la vie privée d'Aston car il n'a laissé ni lettres ni journal intime.

## Ouvrages
En janvier 2021, pour les écrits de et sur William George Aston, OCLC/WorldCat répertorie 185 travaux dans 699 publications en six langues, et  4 896 fonds de bibliothèque (library holdings).
Voici une liste non exhaustive des publications d'Aston :
- 1869 - A Short Grammar of the Japanese Spoken Language
- 1872 - A Grammar of the Japanese Written Language, with a short chrestomathy
- 1877 -  A Grammar of the Japanese Written Language
- 1888 -  A Grammar of the Japanese Spoken Language
- 1889 -  Early Japanese history
- 1896 -  Nihongi; Chronicles of Japan from the Earliest Times to A.D. 697
- 1898 -  A History of Japanese Literature
- 1899 -  Toriwi--its derivation
- 1902 -  Littérature japonaise
- 1905 -  Shinto, the Way of the Gods
- 1907 -  Shinto, the Ancient Religion of Japan

### Articles
- 1879 -  « H.M.S. Phaeton at Nagasaki », Transactions de la société asiatique du Japon, vol. 7, p. 323–336.